# Black to the USSR
«Black to USSR» — документальный фильм режиссёра Дарии да Консейсао, премьерный показ которого состоялся на Московском Международном кинофестивале 1 сентября 2022 года  
.
Герои картины — это выпускники советских вузов, врачи, инженеры, предприниматели из ЮАР и Мозамбика. Одним из главных героев фильма стал ближайший соратник Нельсона Манделы, друг Анджелы Дэвис, предприниматель с яркой политической судьбой, член попечительского совета FIFA — Габриэль Массимо Токио Сексвейл, который также проходил подготовку в СССР в качестве военного инженера.
Авторский замысел — естественное продолжение личной семейной русско-африканской истории. Фильм «Black to USSR» не просто киноисследование о России и Африке, а искреннее приношение двум родным для автора фильма культурам.
29 декабря фильм взял приз в номинации «За лучшую режиссерскую работу» на международном кинофестивале «Золотая Башня» в Ингушетии.
На премьерном показе в рамках 44-го Московского международного кинофестиваля присутствовали послы Мозамбика, Бахрейна и Сомали, а также представители африканской диаспоры в России.

## Сюжет
В основе фильма — диалог России и Африки. Фильм-путешествие, в ходе которого зрителя познакомят с жителями ЮАР и Мозамбика, живших и учившихся в России и покажут красоты Африки, рассказав почему в городе Бейра ставят памятник советским военным, погибшим в 1979 году в Мозамбике во время войны за независимость от колониальной Португалии.

## Производство

### Идея

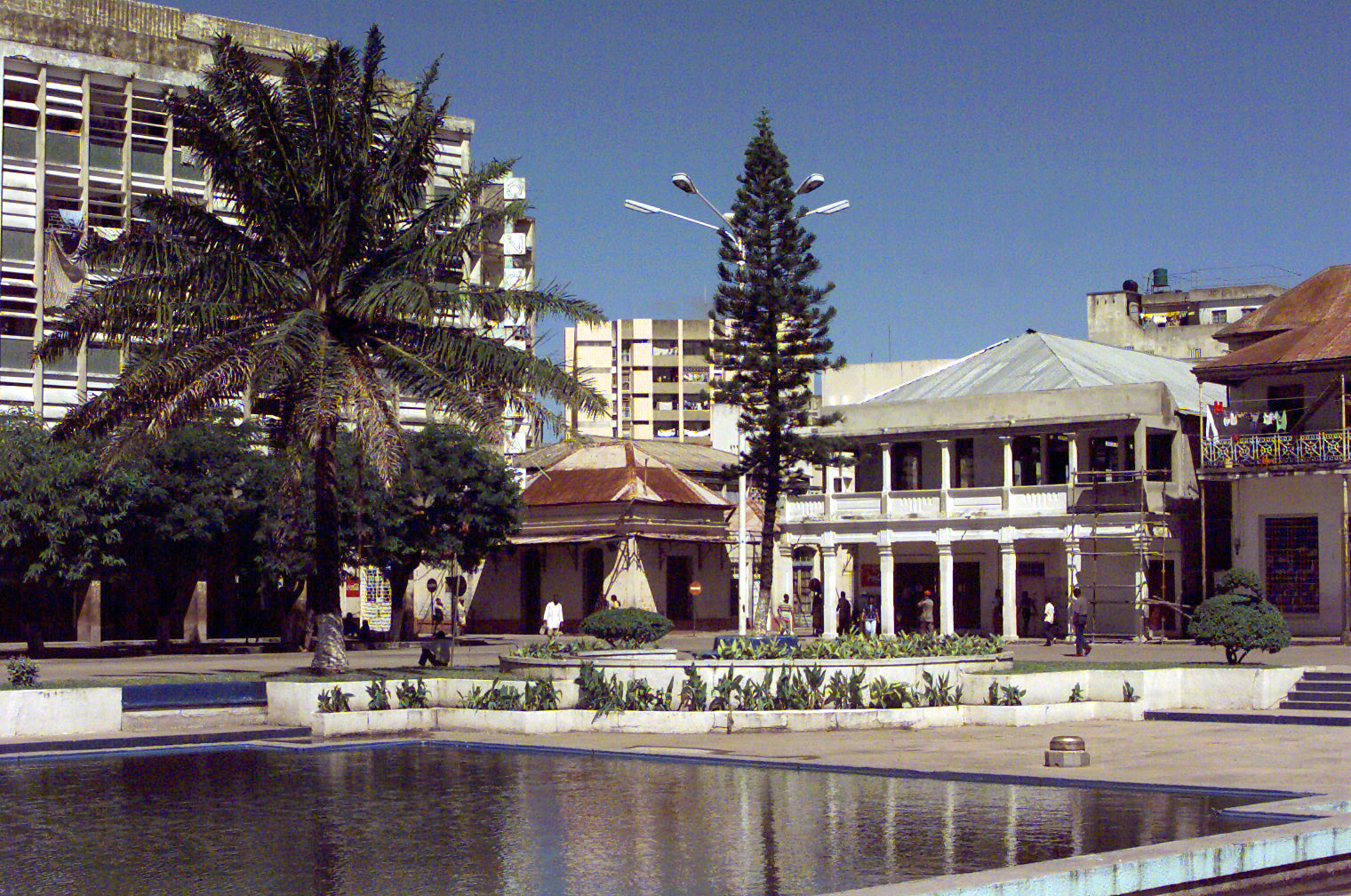
Бейра

Идея заключалась в том, чтобы снять фильм о диалоге России и стран Африки она родилась вместе со режиссёром, ведь её отец из Мозамбика, а мать русская. Отец режиссёра учился в Военно-медицинской академии им. Кирова в Ленинграде и в Первом медицинском институте. После нескольких лет совместной жизни родители режиссера разошлись. Она закончила Петербургскую консерваторию им. Римского-Корсакова, аспирантуру московского ГИТИСа и Академию театрального и кинематографического искусства Н. С. Михалкова. Режиссер в своей работе старалась передать всю мощь и красоту исконно русской культуры. Недавно завершила фильм «Ключи от Карелии», посвященный былинам, возрожденным в Заонежье. Поездка в Мозамбик планировалась около года и, несмотря на возникшие ограничения и всевозможные препятствия, поставленные задачи были выполнены. Кроме того, режиссер позвала в экспедицию своего коллегу, также выпускника Академии Н. С. Михалкова, талантливого оператора Вячеслава Ложкового. В географии проекта на момент первой экспедиции было две африканские страны: Южно-Африканская Республика и Мозамбик.

### Название фильма
Изначально режиссёр планировал назвать фильм «Непорочное зачатие» именно так с португальского переводится фамилия режиссёра Дарии — «да Консейсао». Но она предполагала, что такое название не менее провокационно. Однако партнер и сопродюсер Денис Лафанов предложил более емкое и актуальное название — «BLACK to USSR». По мнению автора картины, это попадание в «яблочко», ведь ностальгия по Советскому Союзу в Африке ощущается очень сильно, в сердцах жителей Мозамбика и ЮАР живёт особая благодарность Советскому Союзу за поддержку этих стран в постколониальный период.

### Сценарий

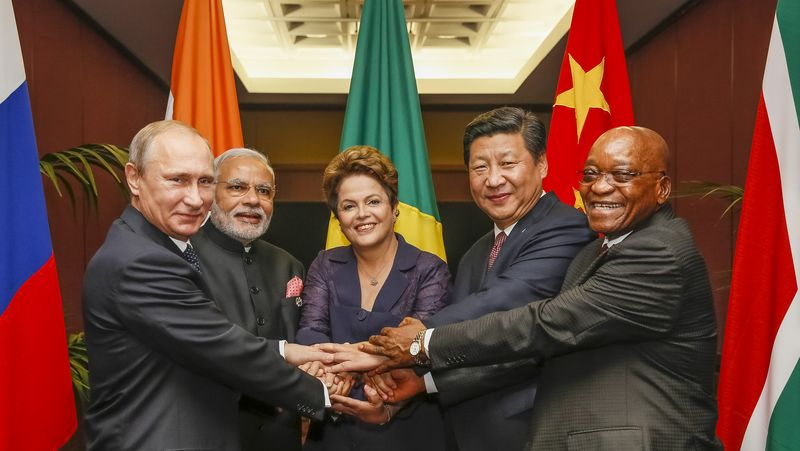
БРИКС

В основу фильма был положен диалог России и Африки. Он показан через душевное застолье с друзьями отца режиссера, которые в молодости учились в Ростове-на-Дону, в Минске, в Ленинграде, в Москве. Людьми, которые невероятно чтят российское образование, любят и поют русские песни, скучают по традиционной русской кухне. Знаковой была и встреча с российским дипломатом, чрезвычайным и полномочным послом Российской Федерации в Мозамбике Александром Васильевичем Суриковым. В юности он служил в Анголе, а сейчас работает в Свазиленде и Мозамбике. Его взгляд на развитие отношений двух стран показался редиссеру очень интересным и ценным для проекта.

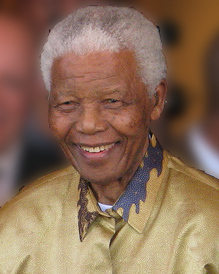
Нельсон Мандела

В фильме показана еще одна знаковая встреча — с ректоратом института кинематографии Мозамбика. Входе которой обсуждались дальнейшие творческие проекты, совместные съёмки и фестивали. Учитывая, что и режиссер, и оператор Вячеслав Ложковой — члены клуба выпускников Академии Н. С. Михалкова, зародилась интересная перспектива сотрудничества. Перед поездкой режиссёр презентовала синопсис и проект фильма «BLACK to USSR» ректорату Академии Н. С. Михалкова, и было очевидно, что наша команда континентально расширяется. По мнению автора главная миссия режиссёров-документалистов — объединять людей через взаимопроникновение культур. В случае с режиссером это диалог двух культур, двух половин одной семьи, который она попыталась соединись в кино. Ректорат института кинематографии Мозамбика с нетерпением ждал нашей следующей экспедиции, а также был намерен показать фильм на национальном кинофестивале. Соответственно, в рамках киноклуба Академии Н. С. Михалкова мы тоже надеялись показать краткую версию фильма в Москве.

### Съёмки

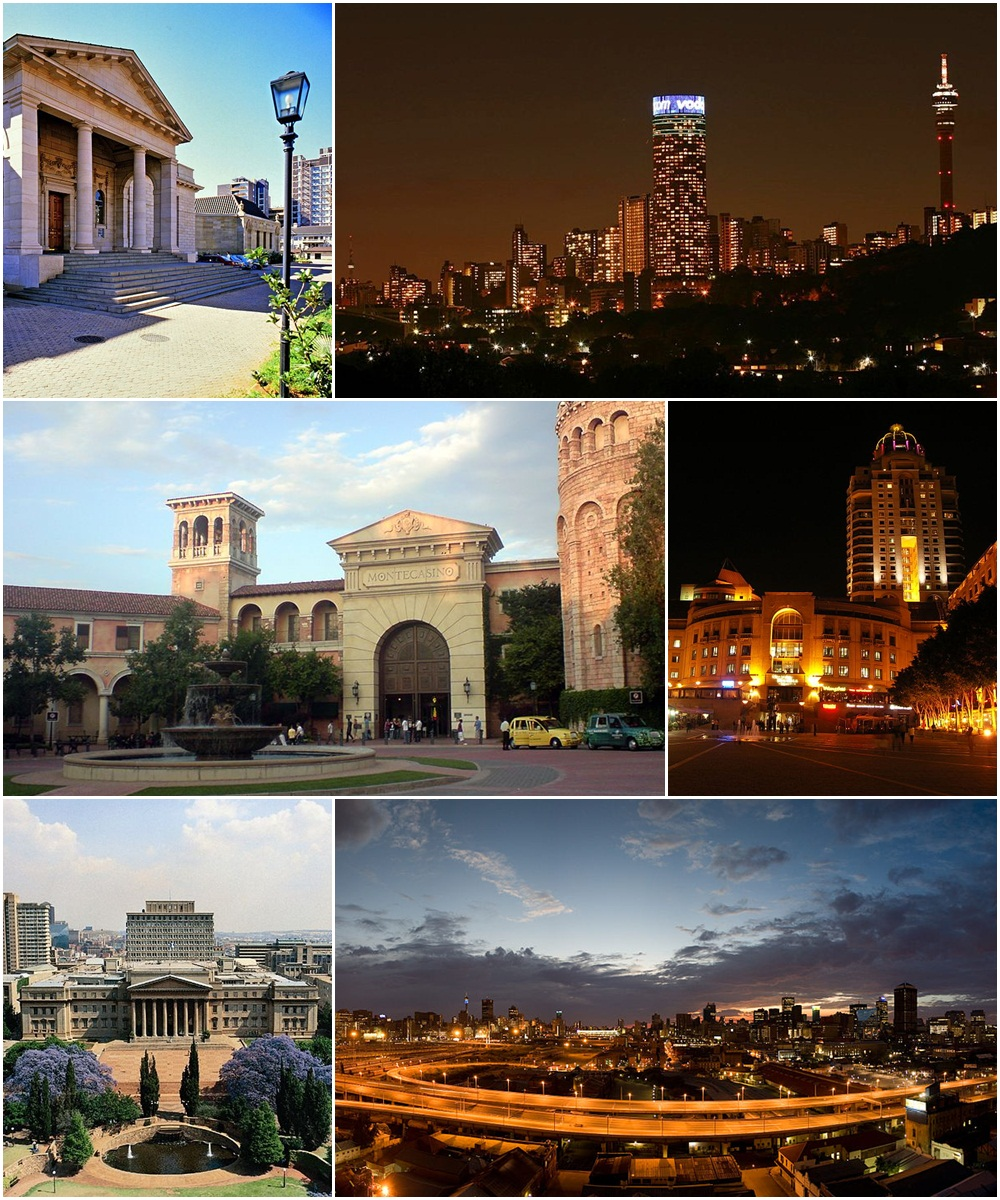
Йоханнесбург

Трудности во время съёмок были связаны с георгафической отдаленностью локаций, интенсивным графиком передвижения, коронавирусными ограничениями, финансовыми проблемами, связанными с общеполитической повесткой. Однако по мнению автора фильм Мазамбик и ЮАР встретили съёмочную группу радушно и трудности были практически незаметны. Первые три съемочных дня прошли в Йоханнесбурге, где одним из главных героев фильма стал соратник Нельсона Манделы, Мозима Габриэль «Токио» Сексвейл. Темой нашего разговора была непростая история, остро переплетающаяся с политикой. Секвейл, как и Нельсон Мандела — легенда, он мог часами рассказывать о нелёгком пути освобождения Южно-Африканской Республики от колониального строя. О борьбе в которой они получили в свое время важную поддержку Советского Союза, по этому он называет Москву своим вторым домом. Вторым героем фильма стал один из семи принцев ЮАР. Его представления о России не столь обширны, как у «Токио» Сексвейла, но он казался невероятно открытым человеком, готовым к сотрудничеству. Остальное время, около месяца съёмочная группа провела в Мозамбике.

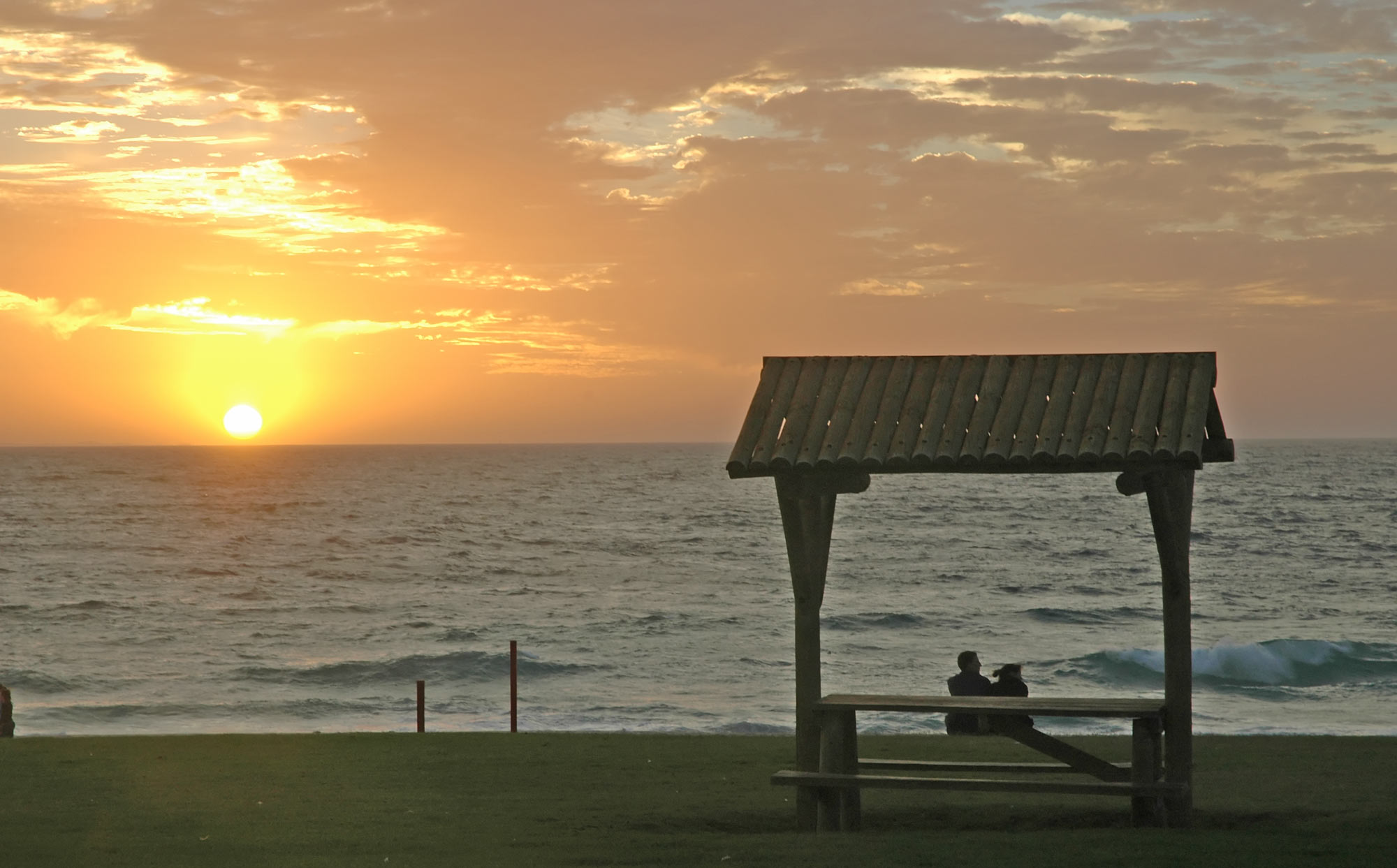
Индийский океан

В Мозамбике были сняты красота семейных застолий, прогулки с родственниками по живописному берегу Индийского океана. Съёмки проходили в школах и больницах. Создателям картины удалось познакомство с обрядовой стороной культа вуду, посетить городские праздники и выставоки местных живописцев, чтобы показать краски Африки. В Мозамбике снимали в курортной зоне Понто д’Оро, в столице — Мапуто, где, одна из главных улиц носит имя В. И. Ленина, а также в Бейре — городе, где живёт отец редиссёра и трое родных младших братьев.

### Монтаж
Из отснятых в апреле материалов была смонтирована версия для показа широкой аудитории. И выпущен тизер для показа.

### Благодарность
Режиссёр отдельно хотела бы выразить благодарность друзьям, которые вместе с ней работали и продолжают работать на этом проекте — Евгению Михальченко «Альянс народов мира» и Елене Демидовой «Международный благотворительный фонд „Древо Жизни“», а также искренне поблагодарить своих мастеров Академии Н. С. Михалкова — В. Хотиненко и В. Фенченко за те знания, опыт и умения, которые они ей подарили. Она надеется, что впереди у команды проекта очень большой и интересный путь!

## Награды
Фильм «Black to USSR» стал лауреатом специального диплома жюри кинофестиваля «Русское зарубежье».